# Bulletstorm
Bulletstorm – polska gra z gatunku FPS, wyprodukowana przez People Can Fly i Epic Games, wydawcą światowym jest Electronic Arts, premiera została zaplanowana na 22 lutego w Stanach Zjednoczonych i 25 lutego w Europie. Adrian Chmielarz z People Can Fly powiedział, że jedynym zabezpieczeniem antypirackim będzie stały dostęp do Internetu podczas instalacji gry (aby zweryfikować klucz rejestracyjny). Gra została ocenzurowana na rynku niemieckim.
14 kwietnia 2011 roku firma Epic opublikowała darmowy pełny soundtrack z gry Bulletstorm.

## Fabuła
W futurystycznym, utopijnym świecie elitarne siły pokojowe przerywają wojnę domową. Jednak zdrada w szeregach budzącej grozę jednostki Dead Echo sprawia, że dwóch jej członków postanawia działać na własną rękę. Wcielając się w postać Graysona Hunta, gracz otrzymuje do dyspozycji zróżnicowany arsenał broni, bezpośrednio wykorzystującej system 'superstrzałów'.

## Rozgrywka

### System punktów
Grę cechuje system punktów (Superstrzały – z jęz. ang. Skillshots), które gracz dostaje za efektowne pozbawianie wrogów życia. Przykłady takich specjalnych zabójstw:
- "Kiep" – podpal przeciwnika i dobij go zanim zgaśnie.
- "Strzały do rzutków" – wyrzuć wroga smyczą w powietrze i zabij go zanim spadnie.
- "Arbuz" – zabij przeciwnika strzałem w głowę.
- "Akupunktura" – nadziej wroga na kaktus.
- "Laleczka voodoo" – nadziej przeciwnika na pręty.
- "Głębokie gardło" – zabij wroga strzelając mu w gardło.
- "Miłosierdzie" – postrzel przeciwnika w krocze, a gdy padnie na klęczki, pozbaw go głowy kopniakiem lub strzałem z broni.
- "Polecony" – zrzuć przeciwnika z dużej wysokości.
- "Breakdance" – przewróć przeciwnika i przywierć go do ziemi.
- "Żongler" – wyrzuć przeciwnika smyczą w powietrze i postrzel go dwa razy "łamignatem" zanim spadnie.

### Tryby gry wieloosobowej
- Echo: Tryb, w którym przenosimy się do map znanych z singla, jednak tym razem wszystkie wstawki filmowe i dialogi zostały usunięte, a naszym zadaniem jest zdobyć jak największą liczbę punktów.
- Anarchy: Kooperacja do czterech osób, naszym zadaniem jest oprzeć się hordom wrogów i zdobyć odpowiednią liczbę punktów, aby przejść dalej. Rozgrywka toczy się na małych mapach, z których każda ma swoje charakterystyczne cechy, np. trąby powietrzne.